# Otto Reimann
Otto Reimann (* 22. März 1871 in Würzburg; † 21. Juni 1956 in Bad Kissingen) war ein deutscher Schauspieler, Regisseur und Theaterintendant.

## Leben
Der Sohn des in Personalunion verpflichteten Würzburger und Bad Kissinger Intendanten Eduard Reimann war in Jugendjahren zunächst Schauspieler.
Doch nach dem Tod seines Vaters übernahm er als dessen Nachfolger schon als 27-Jähriger die Intendanz des Kurtheaters Bad Kissingen. Erst am 1. Juli 1906 übernahm er auch, zunächst befristet bis 1. Mai 1910, wie einst sein Vater in Personalunion die Intendanz des Würzburger Stadttheaters, dessen Ensemble seit Jahren zur Kursaison in Bad Kissingen spielte. Diese Kombination war schon zur Dienstzeit seines Vaters von offizieller Seite so vereinbart worden, da auf diese Weise die Würzburger Schauspieler auch in den Monaten der Sommerpause beschäftigt werden konnten.
Seine erste Amtszeit als Würzburger Intendant beendete Reimann im Jahr 1914, da er als Einjährig-Freiwilliger in den Ersten Weltkrieg zog. Ein zweites Mal wurde er als Nachfolger Eugen Kellers, der nach seiner Heidelberger Intendanz von 1930 bis 1936 in Würzburg tätig war, von 1936 bis zu seinem freiwilligen Rücktritt 1941 als Intendant an das Würzburger Theater geholt.  Zwischendurch war er Intendant des Deutschen Theaters in Göttingen gewesen. Von 1932 bis 1936 war er Direktor und Oberspielleiter am Gärtnerplatztheater in München. Er hatte dort mit dem 23 Jahre jüngeren Paul Wolz die Wolz & Reimann GmbH gegründet und über diese Gesellschaft das Münchener Theater gepachtet.
Die Intendanz in Bad Kissingen setzte Reimann nach nur kurzer Unterbrechung (1914) fort und gab sie erst 1941 als 71-Jähriger nach 43 Dienstjahren(!) zusammen mit der Würzburger aus Altersgründen auf.